# Hans-Jörg Gilomen

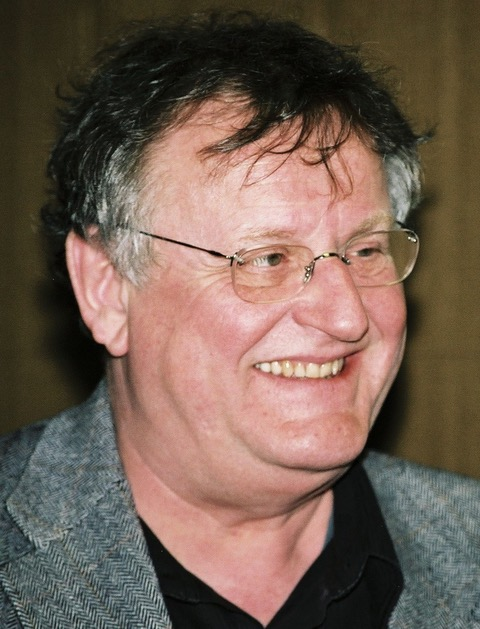
Hans-Jörg Gilomen, aufgenommen 2008 von Werner Maleczek

Hans-Jörg Gilomen (* 10. Februar 1945 in Basel) ist ein Schweizer Historiker.
Hans-Jörg Gilomen studierte Geschichte an der Universität Basel und an der École des Hautes Études en Sciences Sociales in Paris als élève libre von Jacques Le Goff. Er wurde 1976 promoviert in Allgemeiner Geschichte, Kunstgeschichte und Historischen Hilfswissenschaften mit der von Albert Bruckner betreuten Arbeit Die Grundherrschaft des Basler Cluniazenser-Priorates St. Alban im Mittelalter. Ein Beitrag zur Wirtschaftsgeschichte am Oberrhein. Im Jahr 1984 habilitierte sich Gilomen bei František Graus an der Universität Basel mit der Habilitationsschrift Der Rentenkauf im Mittelalter und war dort bis 1986 nebenamtlicher, dann bis 1988 vollamtlicher Dozent für mittelalterliche Geschichte. Ab 1988 bis zu seiner Emeritierung im Jahre 2010 war er als Nachfolger von Hans Conrad Peyer ordentlicher Professor für allgemeine Schweizer Geschichte des Mittelalters sowie für mittelalterliche Wirtschafts- und Sozialgeschichte an der Universität Zürich.
Seine Forschungsschwerpunkte liegen in der Wirtschafts-, Sozial-, Mentalitäts- und Kirchengeschichte des Mittelalters. Gilomen gehörte zur dritten, kulturanthropologischen inspirierten Generation der Annales-Schule. Ein Kondensat seiner Forschungen ist das Standardwerk Wirtschaftsgeschichte des Mittelalters, das Gilomen 2014 veröffentlichte.
Hans-Jörg Gilomen ist mit der Historikerin Elsanne Gilomen-Schenkel verheiratet.

## Schriften (Auswahl)
Monographien
- Wirtschaftsgeschichte des Mittelalters. Beck, München 2014, ISBN 978-3-406-65484-8.
- Die Grundherrschaft des Basler Cluniazenser-Priorates St. Alban im Mittelalter. Ein Beitrag zur Wirtschaftsgeschichte am Oberrhein (= Quellen und Forschungen zur Basler Geschichte. Band 9). Reinhardt, Basel 1977, ISBN 3-7245-0374-1.

Quellenwerk
- Die Rotamanualien des Basler Konzils. Verzeichnis der in den Handschriften der Basler Universitätsbibliothek behandelten Rechtsfälle. Herausgegeben vom Deutschen Historischen Institut in Rom, Niemeyer, Tübingen 1998, ISBN 3-484-80141-7.

Herausgeberschaften
- mit Harm von Seggern, Gerhard Fouquet: Städtische Finanzwirtschaft am Übergang vom Mittelalter zur Frühen Neuzeit (= Kieler Werkstücke. Reihe E. Band 4). Lang, Frankfurt am Main u. a. 2007, ISBN 978-3-631-56253-6.
- mit Beatrice Schumacher, Laurent Tissot: Freizeit und Vergnügen vom 14. bis zum 20. Jahrhundert. Chronos, Zürich 2005, ISBN 3-0340-0730-2.
- mit Margrit Müller, Béatrice Veyrassat: Globalisierung - Chancen und Risiken. Die Schweiz in der Weltwirtschaft 18. – 20. Jahrhundert. La Suisse dans l'économie mondiale 18e – 20e siècles (= Schweizerische Gesellschaft für Wirtschafts- und Sozialgeschichte. Band 19). Chronos, Zürich 2003, ISBN 3-0340-0645-4.
- Von der Barmherzigkeit zur Sozialversicherung. Umbrüche und Kontinuitäten vom Spätmittelalter bis zum 20. Jahrhundert (= Schweizerische Gesellschaft für Wirtschafts- und Sozialgeschichte. Band 18). Chronos, Zürich 2002, ISBN 3-0340-0558-X.